# Šestnajst kraljestev
Šestnajst kraljestev (poenostavljeno kitajsko: 十六国; tradicionalno kitajsko: 十六國; pinjin: Shíliù Guó), redkeje Šestnajst držav, je bilo kaotično obdobje kitajske zgodovine od leta 304 do 439, v katerem je bila severna Kitajska razdrobljena v niz kratkoživih dinastičnih držav. Večino teh držav je ustanovilo "pet barbarov", pripadnikov ne-hanskih ljudstev, ki so se v prejšnjih stoletjih naselila v severni in zahodni Kitajski in so v začetku 4. stoletja sprožila vrsto uporov proti dinastiji Zahodni Džin. Več držav so ustanovili tudi Hani. Vse države, ne glede na to, ali so jim vladali Šiungnuji, Šjanbeji, Diji, Džjeji, Čjangi, Hani ali drugi, so prevzele dinastična imena v slogu Hanov. Države se niso vojskovale samo z Zahodnim in nato Vzhodnim Džinom, ki je leta 317 nasledil Zahodnega, ampak tudi med seboj. Obdobje šestnajstih kraljestev se je končalo z združitvijo Kitajske leta 439. Državi je zavladala dinastija Severni Vej, ki jo je ustanovil šjanbejski klan Tuoba. Vzhodni Džin je po propadu leta 420 nadomestila dinastija Lju Song. Po združitvi severa s Severnim Vejem se je v kitajski zgodovini začelo obdobje severnih in južnih dinastij. 
Izraz "šestnajst kraljestev" je prvi uporabil zgodovinar iz 6. stoletja Cui Hong v Pomladnih in jesenskih letopisih šestnajstih kraljestev. Izraz se nanaša na pet Ljangov (Nekdanji, Kasnejši, Severni, Južni in Zahodni Ljang), štiri Jane (Nekdanji, Kasnejši, Severni in Južni Jan), tri Čine (Nekdanji, Kasnejši in Zahodni Čin), dva Džaa (Nekdanji in Kasnejši Han), Čeng Han in Šja. Drugih kraljestev, ki so se pojavila v tem času (Ran Vej, Džaj Vej, Čovči, Duan Či. Čjao Šu, Huan Ču, Tujuhun in Zahodni Jan), Cui Hong ni več štel. Všteta nista tudi Severni Vej in njegov predhodnik Daj. 
Klasični kitajski zgodovinarji so to obdobje poimenovali "šestnajst kraljestev petih barbarov" (poenostavljeno kitajsko 五胡十六国, tradicionalno kitajsko 五胡十六國, pinjin Wǔhú Shíliù Guó) zaradi aktivnih vlog, ki so jih v njih imeli ne-Hani. Tudi med državami, ki so jih ustanovili etnični Hani (Nekdanji Ljang, Zahodni Ljang, Ran Vej in Severni Jan), je imelo več ustanoviteljev tesne odnose z manjšinami. Očeta Ran Mina, ki je ustanovil Ran Vej, na primer, je posvojila vladajoča družina Džje iz Kasnejšega Džaa. Ko je Ran Min prišel na oblast, se na to ni oziral in ukazal genocidni pokol Džjejev. Feng Ba, ki ga nekateri zgodovinarji štejejo za ustanovitelja Severnega Jana, je bil etnični Han, ki je imel ugledne prijatelje med Šjanbeji in celo vzdevek Šjanbej. Gao Jun, ki ga drugi zgodovinarji štejejo za ustanovitelja Severnega Jana, je bil član kraljeve družine Gogurjeo, ki ga je posvojilo šjanbejsko plemstvo. 
Zaradi ostre konkurence med državami in notranjepolitične nestabilnosti so bila kraljestva tega obdobja večinoma kratkotrajna. Nekdanji Čin je sedem let od leta 376 do 383 je za kratek čas združeval severno Kitajsko. Država je razpadla po hudem porazu v bitki z Vzhodnim Džinom pri reki Fej. Po razpadu Nekdanjega Čina se je severna Kitajska še bolj razdrobila. Padec dinastije Zahodni Džin med vzponom ne-hanskih režimov v severni Kitajski v obdobju šestnajstih kraljestev se primerja s padcem Zahodnega rimskega cesarstva med vdori Hunov in germanskih plemen, ki so se prav tako zgodili v 4. in 5. stoletju.

## Zgodovina

### Ozadje
Od pozne dinastije Vzhodni Han do zgodnje dinastije Zahodni Džin se je na severnem Kitajskem naselilo veliko ne-hanskih ljudstev. Nekateri priseljence, kot so bili Šiungnuji in Šjanbeji, so bili pastirski nomadi iz severnih step. Drugi, med njimi Diji in Čjangi, so bili kmetje in pastirji z gora zahodnega Sečuana na jugozahodu Kitajske. Kot migranti so živeli med etničnimi Hani in bili nekateri bolj, drugi manj pokitajčeni. Mnogi so delali kot kmečki delavci. Nekateri so dosegli tudi uradniške položaje na dvoru in v vojski, vsi pa so se soočali z diskriminacijo in ohranili klansko in plemensko pripadnost. 
Po zmagi generala Dov Šjana iz dinastije Han nad konfederacijo Šiungnujev v hansko-šiungnujski vojni je dinastija Han deportirala Južne Šiungnuje skupaj s poglavarjem v severno Kitajsko. Leta 167 je Duan Džjong izvedel kampanjo proti Čjangom, jih veliko pobil in njihove ostanke naselil onkraj severne meje Kitajske. Cao Cao je imel do priseljencev drugačno politiko. Naseljeval jih je daleč od meje v sodobni provinci Šanši, kjer bi bilo manj verjetno, da bi se uprli. Šiungnuji so opustili nomadstvo. Njihova elita se je začela izobraževati v kitajsko-konfucijanskem duhu, vendar je obdržala svojo identiteto in se jezila zaradi diskriminacije, ki jo je bila deležna.
Vojna osmih princev (291–306) v času cesarja Huija, drugega vladarja dinastije Džin, je močno razdelila in oslabila cesarsko oblast. V spopadih je bilo ubitih več sto tisoč ljudi, več milijonov pa jih je bilo razseljenih. Po vsej državi so izbruhnili ljudski upori proti visokim davkom in represiji. Številna plemena s severa in severozahoda so bila vpoklicana v vojsko in nato izkoristila kaos za prevzem oblasti. V Sečuanu je poglavar Dijev Li Šjong po uspešnem uporu leta 304 ustanovil kraljestvo Čeng Han, prvo v nizu neodvisnih kraljestev, ustanovljenih po propadu Zahodnega Džina. Večino teh kraljestev so ustanovili nekitajski plemenski voditelji, ki so prevzeli kitajska vladarska imena.

### Diplomatski status
V času šestnajstih kraljestev je dinastija Vzhodni Džin na jugu še naprej vztrajala pri svojem statusu vrhovnega vladarja in zavračala obravnavanje katerega koli kraljestva kot enakovrednega. S tem se je strinjalo samo nekaj kraljestev, med njimi Nekdanji Jan in Nekdanji Ljang.

### Padec Zahodnega Džina
Knezi in vojaški guvernerji Džina so pri zatiranju uporov in v medsebojnih vojnah v svoje vojske pogosto rekrutirali nekitajska plemena. Med njimi je bil tudi poglavar Šiungnujev Lju Juan, ki se je leta 304  v državljanski vojni bojeval na strani princa Džina Sima Jinga. Po vrnitvi v Šanši je reorganiziral pet plemen Šiungnujev in razglasil neodvisnost kot naslednik dinastije Han. Njegov režim, kasneje preimenovan v Džao, zgodovinarji imenujejo Han-Džao.
Po njegovi smrti leta 310 je njegov sin Lju Cong ubil svojega starejšega brata Lju Heja in zasedel očetov prestol. Lju Cong je leta 311  zavzel prestolnico Džina Luojang in ujel cesarja Huija. Leta 316 je njegov stric Lju Jao zavzel Čangan in ujel cesarja Mina, s čimer se je končala dinastija Zahodni Džin. Princ Džina Sima Rui je pobegnil na jug in nadaljeval dinastijo kot Vzhodni Džin s središčem v Džjankangu (sedanji Nanking). Po padcu Zahodnega Džina so razglasili neodvisnost tudi drugi knezi. Leta 313 je Džang Gui, kitajski guverner mesta Ljangdžov v današnjem Gansuju, ustanovil Nekdanji Ljang. Leta 315 je poglavar Šjanbejev Tuoba Jilu v današnji Notranji Mongoliji ustanovil kraljestvo Daj. 

### Ši Le in Kasnejši Džao
Po smrti Lju Conga je bilo kraljestvo razdeljeno med Lju Jaja in generala Ši Leja. Ši Le se je kot delavec na kmetiji pridružil Lju Juanovemu uporu in postal močan general. Leta 319 je ustanovil rivalsko kraljestvo Džao, znano kot Kasnejši Džao, in leta 328 osvojilo Lju Jaov Han-Džao. Uvedel je dvojni sistem zakonov, v katerem so za Kitajce veljala drugačna pravila kot za ne-Kitajce. Obvladoval je večji del severne Kitajske. Po njegovi smrti so se njegovi sinovi zapletli v bratomorni boj za nasledstvo. Kasnejši Džao je leta 350 propadel, ko je njegov prestol zasedel general Ran Min, etnični Kitajec, in ustanovil kraljestvo Ran Vej. Ran Min je bil naklonjen Kitajcem Hanom in pobil na tisoče Džjejev. Leta 352 ga je porazil in ubil Šjanbej Murong iz Liaodonga. 
Leta 337 je Murong Huang v Liaodongu ustanovil dinastijo Nekdanji Jan, ki se je do leta 356 razširila v večji del Hebeja, Henana in Šandonga. Nekdanji Jan se je nekaj časa z Nekdanjim Činom boril za prevlado v severni Kitajski. 

### Nekdanji Čin in kratka združitev severne Kitajske
Nekdanji Čin je leta 351 ustanovil general Dijev Fu Džjan, ki je služil Poznejšemu Džau, se predal Džinu in nato v Šaanšiju razglasil svojo neodvisnost. Po njegovi smrti leta 355 je kraljestvu nekaj časa vladal njegov sin Fu Šeng in za njim njegov nečak Fu Džjan. Pod Fu Džjenom in njegovim kitajskim svetovalcem Vang Mengom se je Nekdanji Čin hitro okrepil. Od leta 370 do 376 je uničil Nekdanji Jan, Daj in Nekdanji Ljang in združil vso severno Kitajsko. Zavzel je tudi Sečuan, ki je bil v domeni Vzhodnega Džina, in nameraval osvojiti preostanek južne Kitajske. Svetovalec Vang Meng je tej nameri nasprotoval in poudarjal, da mora kraljestvo najprej utrditi svoj položaj na severu Kitajske, vodja Čjanga Jao Čang in general Murong Čuj pa sta jo podprla. Fu Džjan je po Vang Mengovi smrti leta 383 sprožil veliko invazijo na južno Kitajsko, vendar je bil uničujoče poražen v bitki pri Fejšuju. 

### Drobljenje po bitki pri Fejšuju
Po bitki pri Fejšuju so se na severu ustanovila številna majhna kraljestva in moč Nekdanjega Čina se je hitro razblinila. Leta 384 je Murong Čui v Hebeju ustanovil Kasnejši Jan. Nek drug Murong je v Šanšiju ustanovil Zahodni Jan. Jao Čang je v vzhodnem Gansuju ustanovil Kasnejši Čin. Leta 385 je Čifu Guoren, nekdanji vazal Šjanbejev, ustanovil Zahodni Čin. Leta 386 je Li Guang, general Nekdanjega Čina, v zahodnem Gansuju ustanovil Kasnejši Ljang. Tuoba Gui je oživil Daj kot Severni Vej. Leta 388 je Džao Ljao, voditelj Dinglingov v Henanu, ustanovil Dža Vej, zagozden med Kasnejši Han, Zahodni Jan in Vzhodni Džin. Teh kar sedem kraljestev je sobivalo devet let, potem pa se je od leta 394 do 416 stanje stalno spreminjalo. 

### Prizadevanja Vzhodnega Džina za ponovno zavzetje severa
Med svojo stoletno vladavino v južni Kitajski je dinastija Vzhodni Džin, v kateri so se sicer stalno dogajali lokalni upori in vstaje, večkrat poskušala ponovno zavzeti sever. Večkrat je vdrla na sever in bila nazadnje neuspešna. Leta 313 je sever napadel Sima Rujev general Dzu Ti, ki je kljub skromnim virom uspel ponovno zavzeti velik del Henana južno od Rumene reke in večkrat poraziti sile Kasnejšega Džaa. Leta 321 je cesar Juan napadel sever z veliko večjo vojsko, vendar poveljstva ni zaupal Dzu Tiju. Razočarani general je zbolel in umrl. Vojsko so zatem odpoklicali, da bi zatrla upor v Džjankangu. Ši Le je ponovno zavzel Henan, ko so se severna kraljestva okrepila, pa je vse osvojeno izgubil. 
General Lju Ju je pohode na sever izkoristil za krepitev lastne moči. Premagal je Južni Jan, izkoristil smrt vladarja Kasnejšega Čina in leta 416 osvojil Kuojang in nato še Čangan. Zadnji vladar Kasnejšega Čina Jao Hong se je predal in bil usmrčen. Z uničenjem Kasnejšega Čina se je več manjših držav na severozahodu podredilo Vzhodnemu Džinu. Lju Ju se je zatem vrnil v Džjankang, da bi na silo zasedel prestol Džina. Leta 420 je prisilil cesarja Gonga, da je odstopil, in se razglasil za cesarja dinastije Lju Song. Leta 423 je se nameraval odpraviti na nov pohod na sever, vendar je pred tem zaradi bolezni umrl. Dinastija Lju Song je vladala južni Kitajski do leta 479.

### Severni Vej in ponovna združitev severne Kitajske
Domovina prednikov šjanbejskega klana Tuoba je bil Veliki Kingan v Notranji Mongoliji. Leta 258 se je klan preselil na jug v gorovje Jin in se razširil v okljuk reke Ordos. Leta 315 je cesar Džina priznal poglavarja Tuoba Jiluja za kneza Daja. Leta 338 je Tuoba Šijidžjan uradno razglasil neodvisnost Daja in v Šengleju zgradil svojo prestolnico. Leta 376 je Nekdanji Čin napadel Šengle in pregnal Tuobe v severne stepe. Tuoba Šijidžjana je ubil njegov sin. 
Leta 386 je Tuoba Šijidžjanov vnuk Tuoba Gui oživil kraljestvo in ga preimenoval v Vej, bolj znan kot Severni Vej. Tuoba Gui je razširil svoje ozemlje proti jugu, zavzel Šanši in Hebej, preselil svojo prestolnico v Pingčeng (današnji Datong) in se razglasil za cesarja Daovuja. Leta 423 je zavladal njegov vnuk Tuoba Tao kot cesar Tajvu in začel združevati sever Kitajske. Severni Vej je pod njegovim vodstvom podredil Rouranski kaganat  na severu in začel osvajati Šaanši, Ningšja in Gansu. Leta 427 je zavzel glavno mesto Šjaja Tongvančeng v Šaanšiju. Po nizu vojn in spopadov se je leta 439 predal še zadnji vladar Severnega Ljanga Džuču Mudžjan, s čimer se je dokončalo združevanje severne Kitajske pod Severnim Vejem in končalo obdobje šestnajstih kraljestev. Klan Tuoba se je sčasoma siniziral in spremenil svoje ime v Juan in v severni Kitajski vladal do 550. let. 
Kitajska zgodovina je vstopila v obdobje severnih in južnih dinastij, ki je trajalo do leta 589, ko je dinastija Sui združila celo Kitajsko.

## Kronologija
| Kronologija šestnajstih kraljestev in narodnost ustanoviteljev                                                                     |                                                                                 |                                                                                 |                                                                                 |                                                                                 |                                                                                 |                                                                                 |                                                                                 |                                                                                 |                                                                                 |                                                                                 |                                                                                 |                                 |  |
| | Šjanbeji Šiungnuji Džjeji Diji Čjangi Dinglingi Hani                            |                                                                                 |                                                                                 |                                                                                 |                                                                                 |                                                                                 |                                                                                 |                                                                                 |                                                                                 |                                                                                 |                                                                                 |                                 |  |
| 303 | Oblast dinastije Džin nad severno Kitajsko in Sečuanom začne leta 304 propadati | Oblast dinastije Džin nad severno Kitajsko in Sečuanom začne leta 304 propadati | Oblast dinastije Džin nad severno Kitajsko in Sečuanom začne leta 304 propadati | Oblast dinastije Džin nad severno Kitajsko in Sečuanom začne leta 304 propadati | Oblast dinastije Džin nad severno Kitajsko in Sečuanom začne leta 304 propadati | Oblast dinastije Džin nad severno Kitajsko in Sečuanom začne leta 304 propadati | Oblast dinastije Džin nad severno Kitajsko in Sečuanom začne leta 304 propadati | Oblast dinastije Džin nad severno Kitajsko in Sečuanom začne leta 304 propadati | Oblast dinastije Džin nad severno Kitajsko in Sečuanom začne leta 304 propadati | Oblast dinastije Džin nad severno Kitajsko in Sečuanom začne leta 304 propadati | Oblast dinastije Džin nad severno Kitajsko in Sečuanom začne leta 304 propadati | DINASTIJA ZAHODNI DŽIN* 266-317 |  |
| 304 |                                                                                 |                                                                                 |                                                                                 |                                                                                 |                                                                                 | Čeng Han 304-47                                                                 |                                                                                 | Han Džao 304-29                                                                 |                                                                                 |                                                                                 |                                                                                 | DINASTIJA ZAHODNI DŽIN* 266-317 |  |
| 314 |                                                                                 |                                                                                 |                                                                                 | Nekdanji Ljang 314-76                                                           |                                                                                 | Čeng Han 304-47                                                                 |                                                                                 | Han Džao 304-29                                                                 |                                                                                 |                                                                                 |                                                                                 | DINASTIJA ZAHODNI DŽIN* 266-317 |  |
| 315 | Daj* 315-76                                                                     |                                                                                 |                                                                                 | Nekdanji Ljang 314-76                                                           |                                                                                 | Čeng Han 304-47                                                                 |                                                                                 | Han Džao 304-29                                                                 |                                                                                 |                                                                                 |                                                                                 | DINASTIJA ZAHODNI DŽIN* 266-317 |  |
| 317 | Daj* 315-76                                                                     |                                                                                 |                                                                                 | Nekdanji Ljang 314-76                                                           |                                                                                 | Čeng Han 304-47                                                                 |                                                                                 | Han Džao 304-29                                                                 |                                                                                 |                                                                                 |                                                                                 | DINASTIJA ZAHODNI DŽIN* 266-317 |  |
| 318 | Daj* 315-76                                                                     |                                                                                 |                                                                                 | Nekdanji Ljang 314-76                                                           |                                                                                 | Čeng Han 304-47                                                                 |                                                                                 | Han Džao 304-29                                                                 |                                                                                 |                                                                                 |                                                                                 | DINASTIJA VZHODNI DŽIN* 318-420 |  |
| 319 | Daj* 315-76                                                                     |                                                                                 |                                                                                 | Nekdanji Ljang 314-76                                                           |                                                                                 | Čeng Han 304-47                                                                 |                                                                                 | Han Džao 304-29                                                                 | Kasnejši Džao 319-51                                                            |                                                                                 |                                                                                 | DINASTIJA VZHODNI DŽIN* 318-420 |  |
| 329 | Daj* 315-76                                                                     |                                                                                 |                                                                                 | Nekdanji Ljang 314-76                                                           |                                                                                 | Čeng Han 304-47                                                                 |                                                                                 | Han Džao 304-29                                                                 | Kasnejši Džao 319-51                                                            |                                                                                 |                                                                                 | DINASTIJA VZHODNI DŽIN* 318-420 |  |
| 330 | Daj* 315-76                                                                     |                                                                                 |                                                                                 | Nekdanji Ljang 314-76                                                           |                                                                                 | Čeng Han 304-47                                                                 |                                                                                 |                                                                                 | Kasnejši Džao 319-51                                                            |                                                                                 |                                                                                 | DINASTIJA VZHODNI DŽIN* 318-420 |  |
| 337 | Daj* 315-76                                                                     |                                                                                 |                                                                                 | Nekdanji Ljang 314-76                                                           |                                                                                 | Čeng Han 304-47                                                                 |                                                                                 |                                                                                 | Kasnejši Džao 319-51                                                            |                                                                                 | Nekdanji Jan 337-70                                                             | DINASTIJA VZHODNI DŽIN* 318-420 |  |
| 347 | Daj* 315-76                                                                     |                                                                                 |                                                                                 | Nekdanji Ljang 314-76                                                           |                                                                                 | Čeng Han 304-47                                                                 |                                                                                 |                                                                                 | Kasnejši Džao 319-51                                                            |                                                                                 | Nekdanji Jan 337-70                                                             | DINASTIJA VZHODNI DŽIN* 318-420 |  |
| 350 | Daj* 315-76                                                                     |                                                                                 |                                                                                 | Nekdanji Ljang 314-76                                                           |                                                                                 |                                                                                 |                                                                                 |                                                                                 | Kasnejši Džao 319-51                                                            | Ran Vej* 350-52                                                                 | Nekdanji Jan 337-70                                                             | DINASTIJA VZHODNI DŽIN* 318-420 |  |
| 351 | Daj* 315-76                                                                     |                                                                                 |                                                                                 | Nekdanji Ljang 314-76                                                           |                                                                                 |                                                                                 |                                                                                 | Nekdanji Čin 351-94                                                             | Kasnejši Džao 319-51                                                            | Ran Vej* 350-52                                                                 | Nekdanji Jan 337-70                                                             | DINASTIJA VZHODNI DŽIN* 318-420 |  |
| 352 | Daj* 315-76                                                                     |                                                                                 |                                                                                 | Nekdanji Ljang 314-76                                                           |                                                                                 |                                                                                 |                                                                                 | Nekdanji Čin 351-94                                                             |                                                                                 | Ran Vej* 350-52                                                                 | Nekdanji Jan 337-70                                                             | DINASTIJA VZHODNI DŽIN* 318-420 |  |
| 353 | Daj* 315-76                                                                     |                                                                                 |                                                                                 | Nekdanji Ljang 314-76                                                           |                                                                                 |                                                                                 |                                                                                 | Nekdanji Čin 351-94                                                             |                                                                                 |                                                                                 | Nekdanji Jan 337-70                                                             | DINASTIJA VZHODNI DŽIN* 318-420 |  |
| 370 | Daj* 315-76                                                                     |                                                                                 |                                                                                 | Nekdanji Ljang 314-76                                                           |                                                                                 |                                                                                 |                                                                                 | Nekdanji Čin 351-94                                                             |                                                                                 |                                                                                 | Nekdanji Jan 337-70                                                             | DINASTIJA VZHODNI DŽIN* 318-420 |  |
| 376 | Daj* 315-76                                                                     |                                                                                 |                                                                                 | Nekdanji Ljang 314-76                                                           |                                                                                 |                                                                                 |                                                                                 | Nekdanji Čin 351-94                                                             |                                                                                 |                                                                                 |                                                                                 | DINASTIJA VZHODNI DŽIN* 318-420 |  |
| 377 | Od leta 376 do 383 je Nekdanji Čin za nekaj časa združil severno Kitajsko       | Od leta 376 do 383 je Nekdanji Čin za nekaj časa združil severno Kitajsko       | Od leta 376 do 383 je Nekdanji Čin za nekaj časa združil severno Kitajsko       | Od leta 376 do 383 je Nekdanji Čin za nekaj časa združil severno Kitajsko       | Od leta 376 do 383 je Nekdanji Čin za nekaj časa združil severno Kitajsko       | Od leta 376 do 383 je Nekdanji Čin za nekaj časa združil severno Kitajsko       | Od leta 376 do 383 je Nekdanji Čin za nekaj časa združil severno Kitajsko       | Od leta 376 do 383 je Nekdanji Čin za nekaj časa združil severno Kitajsko       | Od leta 376 do 383 je Nekdanji Čin za nekaj časa združil severno Kitajsko       | Od leta 376 do 383 je Nekdanji Čin za nekaj časa združil severno Kitajsko       | Od leta 376 do 383 je Nekdanji Čin za nekaj časa združil severno Kitajsko       | DINASTIJA VZHODNI DŽIN* 318-420 |  |
| 384 | DINASTIJA SEVERNI VEJ* 386-534                                                  |                                                                                 |                                                                                 |                                                                                 |                                                                                 |                                                                                 | Kasnejši Čin 384-417                                                            | Nekdanji Čin 351-94                                                             | Zahodni Jan* 384-94                                                             |                                                                                 | Kasnejši Jan 384-409                                                            | DINASTIJA VZHODNI DŽIN* 318-420 |  |
| 385 | DINASTIJA SEVERNI VEJ* 386-534                                                  |                                                                                 |                                                                                 |                                                                                 |                                                                                 | Zahodni Čin 385-400                                                             | Kasnejši Čin 384-417                                                            | Nekdanji Čin 351-94                                                             | Zahodni Jan* 384-94                                                             |                                                                                 | Kasnejši Jan 384-409                                                            | DINASTIJA VZHODNI DŽIN* 318-420 |  |
| 388 | DINASTIJA SEVERNI VEJ* 386-534                                                  |                                                                                 |                                                                                 |                                                                                 |                                                                                 | Zahodni Čin 385-400                                                             | Kasnejši Čin 384-417                                                            | Nekdanji Čin 351-94                                                             | Zahodni Jan* 384-94                                                             | Džaj Vej* 388-92                                                                | Kasnejši Jan 384-409                                                            | DINASTIJA VZHODNI DŽIN* 318-420 |  |
| 389 | DINASTIJA SEVERNI VEJ* 386-534                                                  |                                                                                 |                                                                                 | Kasnejši Ljang 389-403                                                          |                                                                                 | Zahodni Čin 385-400                                                             | Kasnejši Čin 384-417                                                            | Nekdanji Čin 351-94                                                             | Zahodni Jan* 384-94                                                             | Džaj Vej* 388-92                                                                | Kasnejši Jan 384-409                                                            | DINASTIJA VZHODNI DŽIN* 318-420 |  |
| 392 | DINASTIJA SEVERNI VEJ* 386-534                                                  |                                                                                 |                                                                                 | Kasnejši Ljang 389-403                                                          |                                                                                 | Zahodni Čin 385-400                                                             | Kasnejši Čin 384-417                                                            | Nekdanji Čin 351-94                                                             | Zahodni Jan* 384-94                                                             | Džaj Vej* 388-92                                                                | Kasnejši Jan 384-409                                                            | DINASTIJA VZHODNI DŽIN* 318-420 |  |
| 394 | DINASTIJA SEVERNI VEJ* 386-534                                                  |                                                                                 |                                                                                 | Kasnejši Ljang 389-403                                                          |                                                                                 | Zahodni Čin 385-400                                                             | Kasnejši Čin 384-417                                                            | Nekdanji Čin 351-94                                                             | Zahodni Jan* 384-94                                                             |                                                                                 | Kasnejši Jan 384-409                                                            | DINASTIJA VZHODNI DŽIN* 318-420 |  |
| 397 | DINASTIJA SEVERNI VEJ* 386-534                                                  |                                                                                 | Južni Ljang 397-414                                                             | Kasnejši Ljang 389-403                                                          | Severni Ljang 397-439                                                           | Zahodni Čin 385-400                                                             | Kasnejši Čin 384-417                                                            |                                                                                 |                                                                                 |                                                                                 | Kasnejši Jan 384-409                                                            | DINASTIJA VZHODNI DŽIN* 318-420 |  |
| 398 | DINASTIJA SEVERNI VEJ* 386-534                                                  |                                                                                 | Južni Ljang 397-414                                                             | Kasnejši Ljang 389-403                                                          | Severni Ljang 397-439                                                           | Zahodni Čin 385-400                                                             | Kasnejši Čin 384-417                                                            |                                                                                 | Južni Jan 398-410                                                               |                                                                                 | Kasnejši Jan 384-409                                                            | DINASTIJA VZHODNI DŽIN* 318-420 |  |
| 400 | DINASTIJA SEVERNI VEJ* 386-534                                                  | Zahodni Ljang 400-21                                                            | Južni Ljang 397-414                                                             | Kasnejši Ljang 389-403                                                          | Severni Ljang 397-439                                                           | Zahodni Čin 385-400                                                             | Kasnejši Čin 384-417                                                            |                                                                                 | Južni Jan 398-410                                                               |                                                                                 | Kasnejši Jan 384-409                                                            | DINASTIJA VZHODNI DŽIN* 318-420 |  |
| 403 | DINASTIJA SEVERNI VEJ* 386-534                                                  | Zahodni Ljang 400-21                                                            | Južni Ljang 397-414                                                             | Kasnejši Ljang 389-403                                                          | Severni Ljang 397-439                                                           |                                                                                 | Kasnejši Čin 384-417                                                            |                                                                                 | Južni Jan 398-410                                                               |                                                                                 | Kasnejši Jan 384-409                                                            | DINASTIJA VZHODNI DŽIN* 318-420 |  |
| 404 | DINASTIJA SEVERNI VEJ* 386-534                                                  | Zahodni Ljang 400-21                                                            | Južni Ljang 397-414                                                             |                                                                                 | Severni Ljang 397-439                                                           |                                                                                 | Kasnejši Čin 384-417                                                            |                                                                                 | Južni Jan 398-410                                                               |                                                                                 | Kasnejši Jan 384-409                                                            | DINASTIJA VZHODNI DŽIN* 318-420 |  |
| 407 | DINASTIJA SEVERNI VEJ* 386-534                                                  | Zahodni Ljang 400-21                                                            | Južni Ljang 397-414                                                             |                                                                                 | Severni Ljang 397-439                                                           |                                                                                 | Kasnejši Čin 384-417                                                            | Šja 407-31                                                                      | Južni Jan 398-410                                                               |                                                                                 | Kasnejši Jan 384-409                                                            | DINASTIJA VZHODNI DŽIN* 318-420 |  |
| 409 | DINASTIJA SEVERNI VEJ* 386-534                                                  | Zahodni Ljang 400-21                                                            | Južni Ljang 397-414                                                             |                                                                                 | Severni Ljang 397-439                                                           | Zahodni Čin oživi 409-31                                                        | Kasnejši Čin 384-417                                                            | Šja 407-31                                                                      | Južni Jan 398-410                                                               |                                                                                 | Severni Jan 409-36                                                              | DINASTIJA VZHODNI DŽIN* 318-420 |  |
| 410 | DINASTIJA SEVERNI VEJ* 386-534                                                  | Zahodni Ljang 400-21                                                            | Južni Ljang 397-414                                                             |                                                                                 | Severni Ljang 397-439                                                           | Zahodni Čin oživi 409-31                                                        | Kasnejši Čin 384-417                                                            | Šja 407-31                                                                      |                                                                                 |                                                                                 | Severni Jan 409-36                                                              | DINASTIJA VZHODNI DŽIN* 318-420 |  |
| 414 | DINASTIJA SEVERNI VEJ* 386-534                                                  | Zahodni Ljang 400-21                                                            | Južni Ljang 397-414                                                             |                                                                                 | Severni Ljang 397-439                                                           | Zahodni Čin oživi 409-31                                                        | Kasnejši Čin 384-417                                                            | Šja 407-31                                                                      |                                                                                 |                                                                                 | Severni Jan 409-36                                                              | DINASTIJA VZHODNI DŽIN* 318-420 |  |
| 417 | DINASTIJA SEVERNI VEJ* 386-534                                                  | Zahodni Ljang 400-21                                                            |                                                                                 |                                                                                 | Severni Ljang 397-439                                                           | Zahodni Čin oživi 409-31                                                        | Kasnejši Čin 384-417                                                            | Šja 407-31                                                                      |                                                                                 |                                                                                 | Severni Jan 409-36                                                              | DINASTIJA VZHODNI DŽIN* 318-420 |  |
| 420 | DINASTIJA SEVERNI VEJ* 386-534                                                  | Zahodni Ljang 400-21                                                            |                                                                                 |                                                                                 | Severni Ljang 397-439                                                           | Zahodni Čin oživi 409-31                                                        |                                                                                 | Šja 407-31                                                                      |                                                                                 |                                                                                 | Severni Jan 409-36                                                              | DINASTIJA LJU SONG* 420-79      |  |
| 421 | DINASTIJA SEVERNI VEJ* 386-534                                                  | Zahodni Ljang 400-21                                                            |                                                                                 |                                                                                 | Severni Ljang 397-439                                                           | Zahodni Čin oživi 409-31                                                        |                                                                                 | Šja 407-31                                                                      |                                                                                 |                                                                                 | Severni Jan 409-36                                                              | DINASTIJA LJU SONG* 420-79      |  |
| 431 | DINASTIJA SEVERNI VEJ* 386-534                                                  |                                                                                 |                                                                                 |                                                                                 | Severni Ljang 397-439                                                           | Zahodni Čin oživi 409-31                                                        |                                                                                 | Šja 407-31                                                                      |                                                                                 |                                                                                 | Severni Jan 409-36                                                              | DINASTIJA LJU SONG* 420-79      |  |
| 436 | DINASTIJA SEVERNI VEJ* 386-534                                                  |                                                                                 |                                                                                 |                                                                                 | Severni Ljang 397-439                                                           |                                                                                 |                                                                                 |                                                                                 |                                                                                 |                                                                                 | Severni Jan 409-36                                                              | DINASTIJA LJU SONG* 420-79      |  |
| 439 | DINASTIJA SEVERNI VEJ* 386-534                                                  |                                                                                 |                                                                                 |                                                                                 | Severni Ljang 397-439                                                           |                                                                                 |                                                                                 |                                                                                 |                                                                                 |                                                                                 |                                                                                 | DINASTIJA LJU SONG* 420-79      |  |
| 440 | DINASTIJA SEVERNI VEJ* 386-534                                                  | Leta 439 Severni Vej ponovno združi severno Kitajsko                            | Leta 439 Severni Vej ponovno združi severno Kitajsko                            | Leta 439 Severni Vej ponovno združi severno Kitajsko                            | Leta 439 Severni Vej ponovno združi severno Kitajsko                            | Leta 439 Severni Vej ponovno združi severno Kitajsko                            | Leta 439 Severni Vej ponovno združi severno Kitajsko                            | Leta 439 Severni Vej ponovno združi severno Kitajsko                            | Leta 439 Severni Vej ponovno združi severno Kitajsko                            | Leta 439 Severni Vej ponovno združi severno Kitajsko                            | Leta 439 Severni Vej ponovno združi severno Kitajsko                            | DINASTIJA LJU SONG* 420-79      |  |
| |                                                                                 |                                                                                 |                                                                                 |                                                                                 |                                                                                 |                                                                                 |                                                                                 |                                                                                 |                                                                                 |                                                                                 |                                                                                 |                                 |  |
| |                                                                                 |                                                                                 |                                                                                 |                                                                                 |                                                                                 |                                                                                 |                                                                                 |                                                                                 |                                                                                 |                                                                                 |                                                                                 |                                 |  |
| zvezdica (*) označuje kraljestva, ki v Pomladnih in jesenskih letopisih šestnajstih kraljestev niso šteta med šestnajst kraljestev |                                                                                 |                                                                                 |                                                                                 |                                                                                 |                                                                                 |                                                                                 |                                                                                 |                                                                                 |                                                                                 |                                                                                 |                                                                                 |                                 |  |

## Druge države
Kraljestvo Gogurjeo je bilo na začetku obdobja šestnajstih kraljestev močna in vplivna država v severni Koreji in delih severovzhodne Kitajske. Gogurjeo so večkrat napadli Šjanbeji Murongi. Leta 342 je princ Murong Huang iz Nekdanjega Jana celo zavzel prestolnico Gogurjea Hvando. Kasneje je Gogurjeo pod energičnim in dinamičnim vodstvom kralja Gvanggaetoja uspešno vdrl v kraljestva Baekje, Silla in Dongbujeo, se zatem vojskoval s Kasnejšim Janom in zasedel porečje Ljaoja. Kralj Kasnejšega Jana Murong Ši je dvakrat sprožil povračilne napade, da bi povrnil povodja reke Liao, vendar je bil le delno uspešen. Ko je Severni Vej uničil Severni Jan, je kralj Jana Feng Hong pobegnil v Gogurjeo in zaprosil za azil. Azil je dobil, potem pa ga je kralj Džangsu zaradi vzvišenega obnašanja ukazal usmrtiti. 
Konec  4. stoletja se je okrepila skupina juvenskih Šjanbejev Kumo Ši, ki je živela v Kitanu severno od Jovdžova. Leta 414 so plemena Kumo Šijev poslala trgovsko karavano v Severni Jan, se nato pridružila Kitanom in razglasili zvestobo Svernemu Janu in po njegovem propadu Severnemu Veju. Severni Vej, se pravi klan Tuoba, je de facto zavladal na celi Mongolski planoti in povodju reke Ljao. 
V zahodnih regijah nekdanjega cesarstva Han (sedanji Šindžjang) so bila kraljestva Šanšan, Čjudzi, Jutjan, Dongši in Šule, ki so bila pogosto pod nadzorom ali pod vplivom različnih kraljestev, ki so obstajala v obdobju šestnajstih kraljestev.

## Religija
Več vladarjev severnih dinastij je podpiralo budizem, ki se je razširil in zacvetel po severni Kitajski prav v času šestnajstih kraljestev. 

## Vira
- Pomladni in jesenski letopisi šestnajstih kraljestev.
- Li Bo; Zheng Yin (2001). "5000 years of Chinese history", Inner Mongolian People's Publishing Corp., ISBN 7-204-04420-7.